# Miss International 1977
Miss International 1977, diciassettesima edizione di Miss International, si è tenuta presso Tokyo, in Giappone, il 1º luglio 1978. La spagnola Pilar Medina Canadell è stata incoronata Miss International 1977.

## Risultati

### Piazzamenti
| Risultato finale        | Concorrente                          |
| ----------------------- | ------------------------------------ |
| Miss International 1977 | - Spagna - Pilar Medina Canadell     |
| 2ª classificata         | - Germania - Dagmar Gabriele Winkler |
| 3ª classificata         | - Indonesia - Indri Hapsari Soeharto |
| 4ª classificata         | - Hawaii - Prunella JulIe Nickson    |
| 5ª classificata         | - Stati Uniti - Laura Jean Bobbit    |

### Riconoscimenti speciali
| Riconoscimento        | Concorrente                      |
| --------------------- | -------------------------------- |
| Miss Friendship       | - Canada - Jacki Mary Dreher     |
| Miss Photogenic       | - Porto Rico - Marta Hernández   |
| Best National Costume | - Spagna - Pilar Medina Canadell |
| Miss Kimono           | - Svezia - Lena Jernberg         |

## Concorrenti
- Argentina - Susan Heier
- Australia - Pamela Joy Cail
- Austria - Eva Prevolnik
- Belgio - Yvette Maria Aelbrecht
- Bolivia - Miriam Coimbra
- Brasile - Patrícia Viotti de Andrade
- Canada - Jacki Mary Dreher
- Cile - Silvia Ebner Cataldo
- Colombia - Silvia Alicia Pombo Carrillo
- Corea del Sud - Shin Byoung-ok
- Costa Rica - Hannia Chavarria Córdoba
- Danimarca - Christa Yvonne Drube
- Finlandia - Arja Liisa Lehtinen
- Francia - Catherine Pouchele
- Germania - Dagmar Gabriele Winkler
- Giappone - Mieko Kujima
- Grecia - Lia Aga
- Guam - Linda Sandlin
- Hawaii - Prunella JulIe Nickson
- Honduras - Maria Marlene Villela
- Hong Kong - Dorothy Yu Yee-Ha
- India - Joan Stephens
- Indonesia - Indri Hapsari Soeharto
- Irlanda - Anne Marie McDaid
- Islanda - Gudrun Helgadóttir
- Israele - Ronit Makover
- Italia - Livia Jannoni
- Jugoslavia - Svetlana Milorad Visnjic
- Libano - Katia Fakhry
- Malaysia - Dorothea Chuah Poh Kooi
- Malta - Rose Bugejja
- Messico - Ernestina Sodi Miranda
- Nicaragua - Marie Gretchen Griffith
- Norvegia - Bente Lihaug
- Nuova Zelanda - Carolyn Judith Grant
- Paesi Bassi - Willy Muis
- Porto Rico - Marta Hernández
- Regno Unito - Sian Helen Adey-Jones
- Singapore - Theresa San Leu
- Spagna - Pilar Medina Canadell
- Sri Lanka - Sobodhini Nagesan
- Stati Uniti - Laura Jean Bobbit
- Svezia - Lena Jernberg
- Svizzera - Brigitte Bocquet
- Thailandia - Umpa Phuhoi
- Turchia - Mine Koldas
- Uruguay - Dinorah González Carpio
- Venezuela - Betty Paredes